# Shayrat
Shayrat (en árabe: الشعيرات‎, Ash-Sha'irat) es una aldea en Siria central, administrativamente parte de la gobernación de Homs, situada al sureste de la ciudad de Homs en las laderas occidentales del desierto sirio. Las localidades cercanas incluyen Dardaghan al oeste, al-Manzul y al-Riqama al noroeste, Sadad al sur y al-Hamrat al sudoeste. Según la Oficina Central de Estadísticas (CBS), Shayrat tenía una población de 1443 en el censo de 2004. Shayrat había sido clasificado como un pueblo abandonado o khirba por el erudito inglés Eli Smith en 1838.